# Łuk zwykły
Łuk zwykły, łuk Jordana – krzywa opisana parametrycznie za pomocą funkcji ciągłych:
{\displaystyle (x(t),y(t)),} gdzie {\displaystyle t\in [\alpha ,\beta ],}
lub ogólniej w przestrzeni n-wymiarowej:
{\displaystyle (z_{1}(t),\dots ,z_{n}(t)),} gdzie {\displaystyle t\in [\alpha ,\beta ],}
która nie ma punktów wielokrotnych, tzn. różnym wartościom {\displaystyle t} odpowiadają różne punkty krzywej.
Można też wyróżnić łuk zwykły lewostronnie, prawostronnie lub obustronnie otwarty, gdy w powyższej definicji przedział {\displaystyle [\alpha ,\beta ]} zostanie zastąpiony przez przedział odpowiednio lewostronnie, prawostronnie lub obustronnie otwarty.
Szczególnym przypadkiem łuku zwykłego jest łuk regularny.

## Własności
Zmieniając {\displaystyle t} od {\displaystyle t=\alpha } do {\displaystyle t=\beta } punkt opisany powyższymi formułami przebiega łuk {\displaystyle AB} krzywej w jednym kierunku od punktu {\displaystyle A} do punktu {\displaystyle B} (punkty te odpowiadają wartościom {\displaystyle t=\alpha } i {\displaystyle t=\beta }). Punkty łuku wzajemnie jednoznacznie odpowiadają punktom przedziału domkniętego {\displaystyle [\alpha ,\beta ].} Łuk zwykły nie może przecinać siebie.